# Phaecasium
Phaecasium là một chi thực vật có hoa trong họ Cúc (Asteraceae).

## Loài
Chi Phaecasium gồm các loài: